# Peperita
 Peperita és el terme genèric que s'aplica a les roques formades per la fracturació in situ d'un magma que intrueix i es barreja amb sediments humits no consolidats. La roca pot presentar clasts volcànics tot formant textura jigsaw. El nom peperita va ser emprat inicialment per a descriure algunes roques de la regió de Limanha, a França.